# 帕维尔·普洛茨
帕维尔·普洛茨（捷克語：Pavel Ploc，1964年6月15日—），捷克男子跳台滑雪运动员。他曾代表捷克斯洛伐克参加1984年和1988年冬季奥林匹克运动会跳台滑雪比赛，获得一枚银牌和一枚铜牌。